# Todi Jónsson
Todi Jónsson, född 2 februari 1972, är en färöisk före detta fotbollsspelare. Jónsson började spela i klubb 1990 och i det färöiska landslaget 1991. Han slutade spela i landslaget 2005 efter att ha gjort 45 landskamper. Todi hade gjort flest mål i det färöiska landslaget under en tid, nio stycken, men i september 2007 hade han inte längre ensam rekordet, då han och Rógvi Jacobsen hade lika många mål. November 2007 blev han tvåa, då Rógvi Jacobsen gjort sitt tionde mål. Sitt första mål gjorde han mot Turkiet 1991, matchen slutade 1-1. I kvalet till EM 1996 gjorde Todi hela 4 mål, en mot Ryssland hemma. I matchen mot San Marino borta gjorde Todi tre mål, och Färöarna vann den matchen med 3-1. I kvalet till VM 1998 gjorde Todi 3 mål. Hans sista mål gjorde han mot Island 2000, matchen slutade 3-2 till Island.